# Ödön Lechner

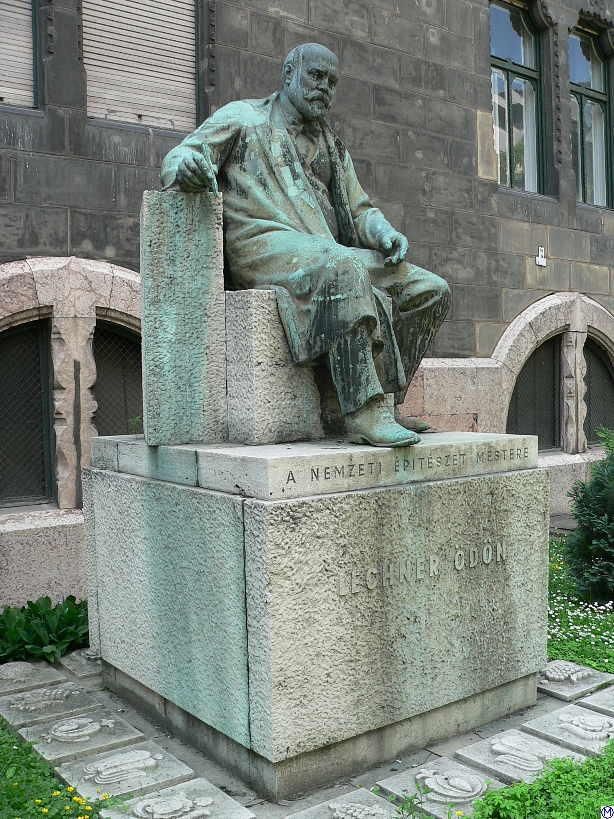
Pomník Ödöna Lechnera v Budapešti

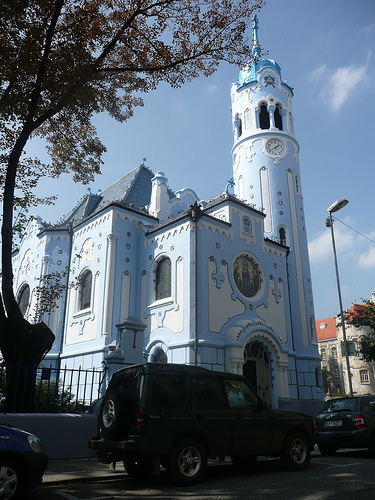
Kostel svaté Alžběty v Bratislavě

Ödön Lechner (27. srpna 1845, Pešť – 10. června 1914, Budapešť) byl maďarský architekt, představitel maďarské secese. Patří mezi nejznámější maďarské architekty a učitele celé generace domácích představitelů architektury (Sándor Nagy, István Medgyaszay, Béla Lajta, Aladár Árkay)
Lechner se narodil v rodině původem z Bavorska, která se v 17. století přistěhovala do Budapešti. Studoval na reálce, v roce 1865 na technické škole v Budíně, v letech 1866–1868 potom v Berlíně. Začátky jeho kariéry sahají do Francie, kde se v ateliéru C. Parenta věnoval zejména restaurátorství a ochraně památek.

## Působení
Lechner byl spolumajitelem stavební kanceláře v Budapešti, v letech 1874 – 1878 pracoval ve Francii. Po návratu znovu působil v Budapešti. Zpočátku navrhoval činžovní bytové domy, které nesou stopy německého akademického stylu. Později se vypracoval na představitele maďarské secese. V jejím duchu navrhl několik staveb i na Slovensku.
Ve své tvorbě vycházel z moderního dispozičního řešení a v architektuře aplikoval prvky orientální indické architektury se zlatnickými střešními ozdobami a barevnou glazovanou keramikou na fasádách budov. Své výtvarné názory sdílel a publikoval v časopise Múvészet.

## Všeobecná tvorba
V širší škále projektů, vypracovaných Ödönem Lechnerem, můžeme zmínit pravoslavný chrám v Michalovcích (1905-1910), Kostel sv. Alžběty v Bratislavě (Modrý kostelík) (1906 – 1908), dnešní Gymnázium na Grosslingově ulici v Bratislavě (1906 – 1908), Východoslovenské muzeum v Košicích (1899 – 1901), obytné domy, bývalé evangelické gymnázium v Rožňavě (1910). Dále publikoval i různé teoretické práce.
Na počátku 20. století výrazně ovlivnil většinu významných zástupců maďarské architektury. Béla Málnai a Béla Lajta pracovali v Lechnerově ateliéru a vytvářeli architekturu v Lechnerově neobvyklém novém stylu. Společně vypracovali i projekt Vily Sipeky, Budapešť (1905) a obytného domu na Irányiho ulici v centru Budapešti. Neobvyklá síťově tvarovaná zpevněná fasáda imituje vliv vídeňské architektury, kterou se Vágó (Lechnerův kolega) pokusil dosáhnout. Zvláštností této stavby je vertikální ukončení budov věží ukončenou atikou.
V Maďarsku Lechner orientoval budapešťskou architekturu na pozoruhodné prvky, které se i při vytváření formy projevilo na stavbě uměleckého muzea (1891 – 1896). To se v současné době řadí mezi Lechnerovy nejznámější budovy. Zaměřil se hlavně na orientální lidové umění, které mělo přinést do architektury nový obraz. Taktéž i barevnost v tomto stylu hrála svou roli. Konkrétně tuto stavbu Lechner odlišil od jiných výškou, rozmanitou střechou a kupolemi z drahých tašek a orientoval jej podobně jako Dóžecí palác v Benátkách, který se směrem nahoru stále více zužoval.
Ödön Lechner byl autorem radničních budov v Szegedu, Kecskemétu a Zrenjaninu.
Poslední z budov, kterou vyprojektoval, byla vila Gyuly Vermesa v 5. městském obvodu v Budapešti.

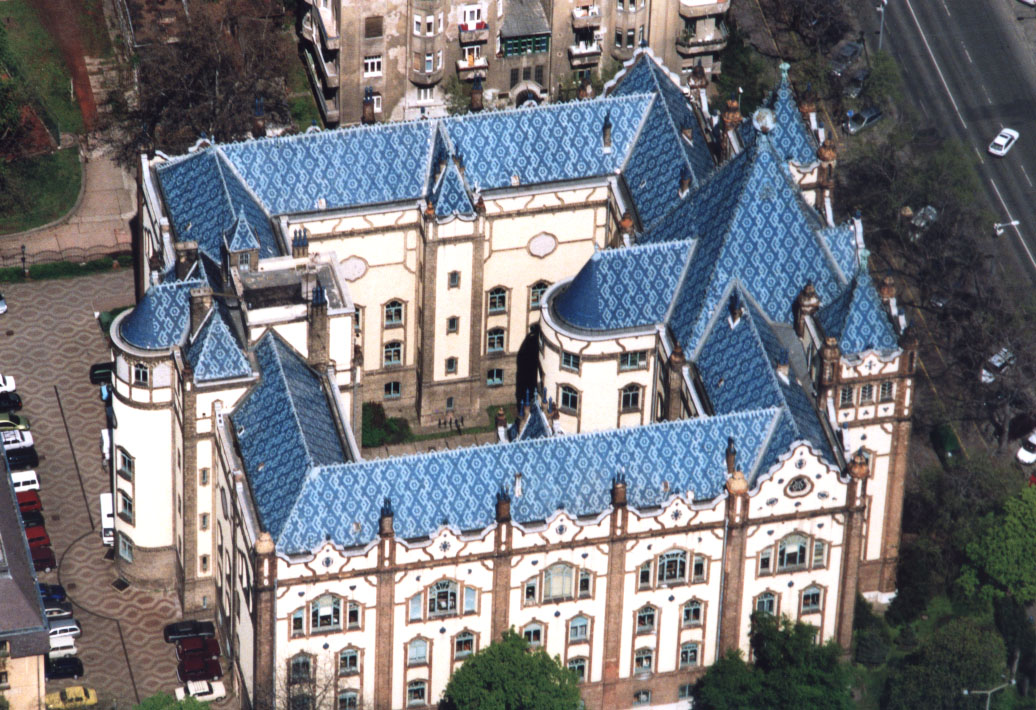
Geologický institut v Budapešti
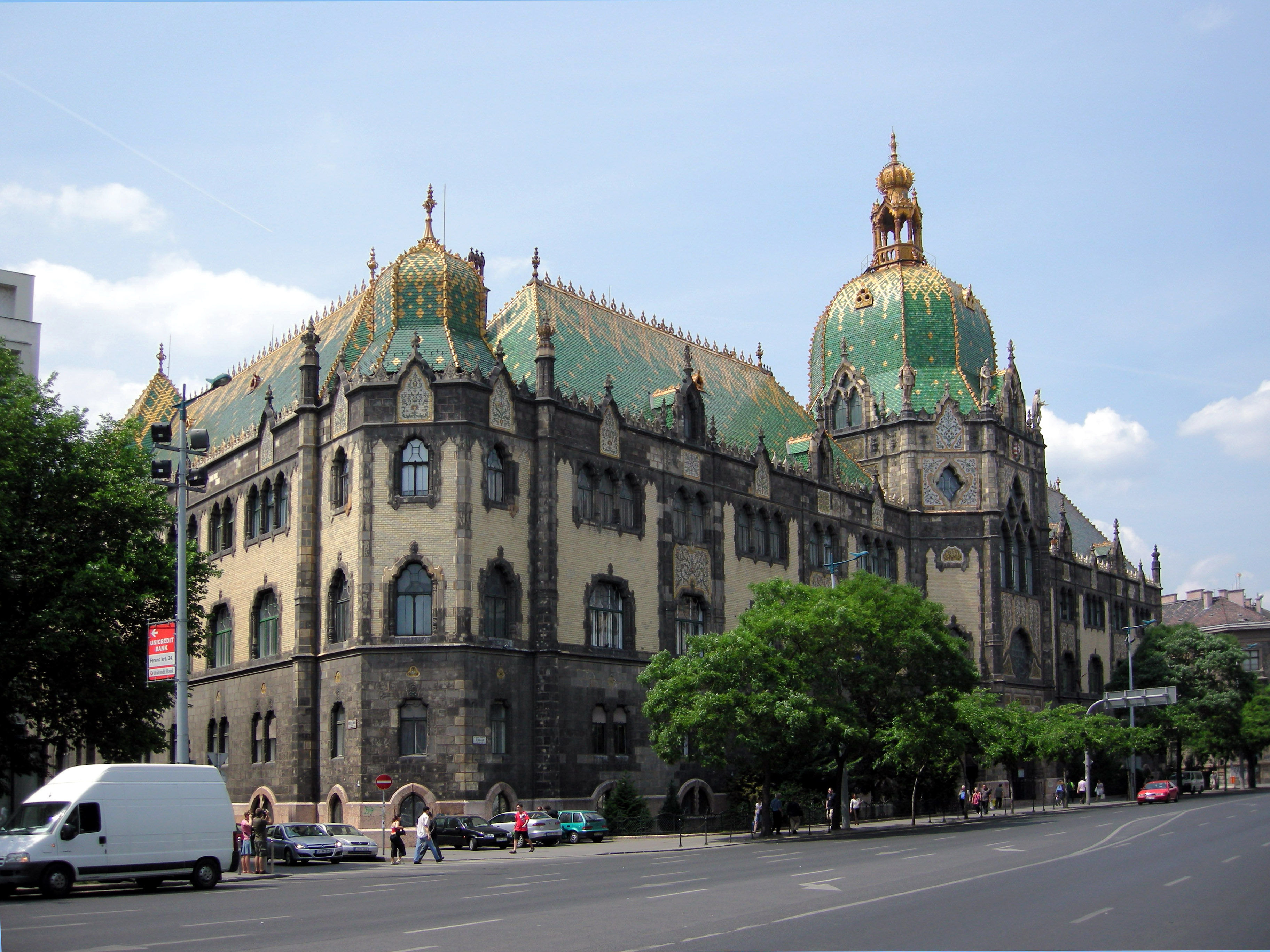
Muzeum užitého umění v Budapešti